# Insolació (patologia)
La insolació (també anomenada assolellada, cop de sol o heliosi) és l'exposició excessiva als rajos solars. Els seus efectes poden ser des de cremades de primer grau fins a febre, cefalàlgia, vertigen, deliri i, fins i tot, arribar al coma.